# Formica rufa
Formica rufa, de asemenea, cunoscută ca furnica roșie de pădure, este un membru boreal al grupului de furnici Formica rufa, de obicei răspândite în cea mai mare parte a Europei în păduri de conifere și parcuri. Lucrătorii pot avea 8-10 mm în lungime. Ei au mandibule mari și, la fel ca multe alte specii de furnici, sunt capabile să elibereze acid formic din abdomen ca metodă de apărare. Acidul formic a fost prima oară extras în 1671 de către naturalistul englez John Ray prin distilarea unui număr mare de furnici zdrobite din această specie.

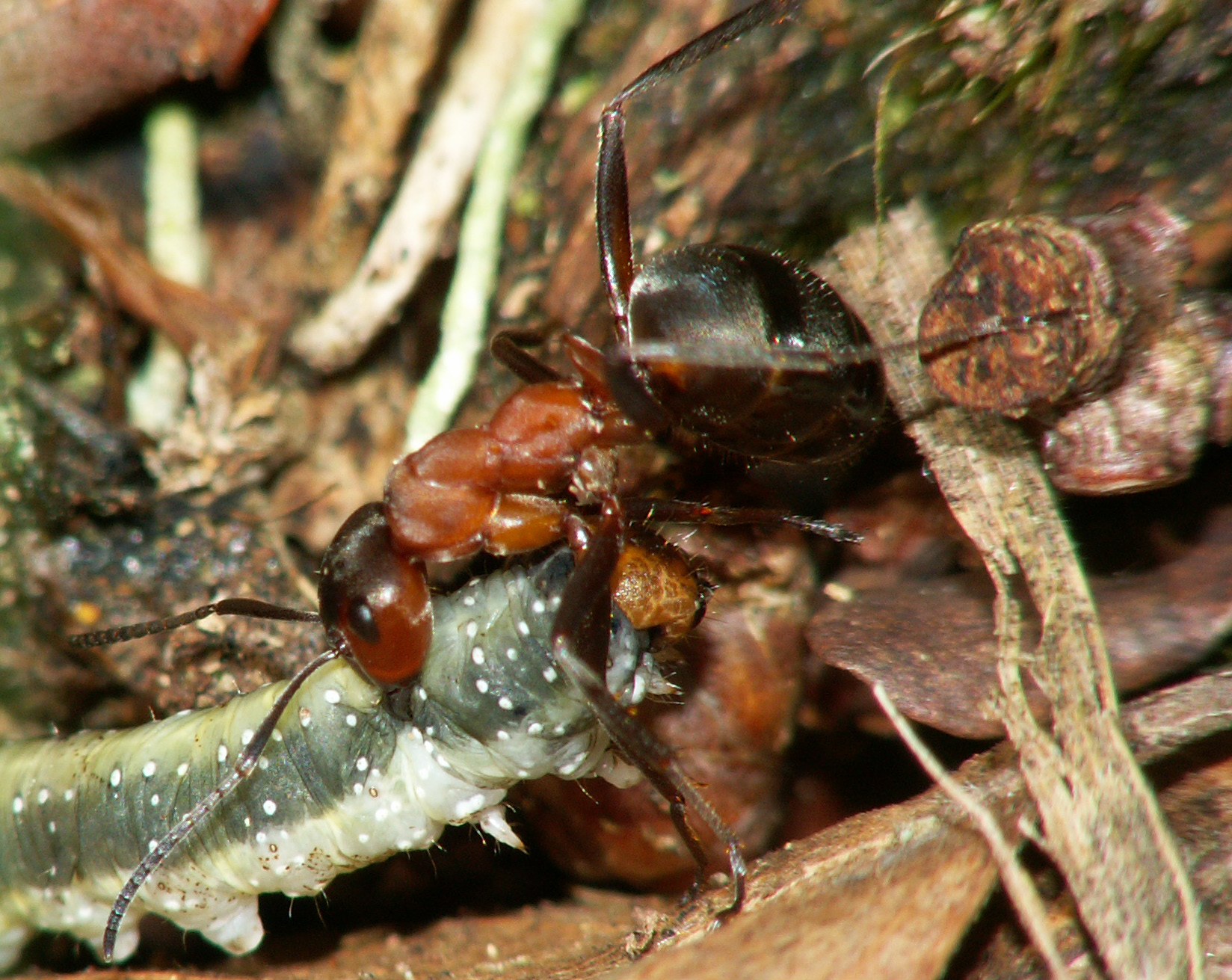
O omidă este mușcată de F. rufa.
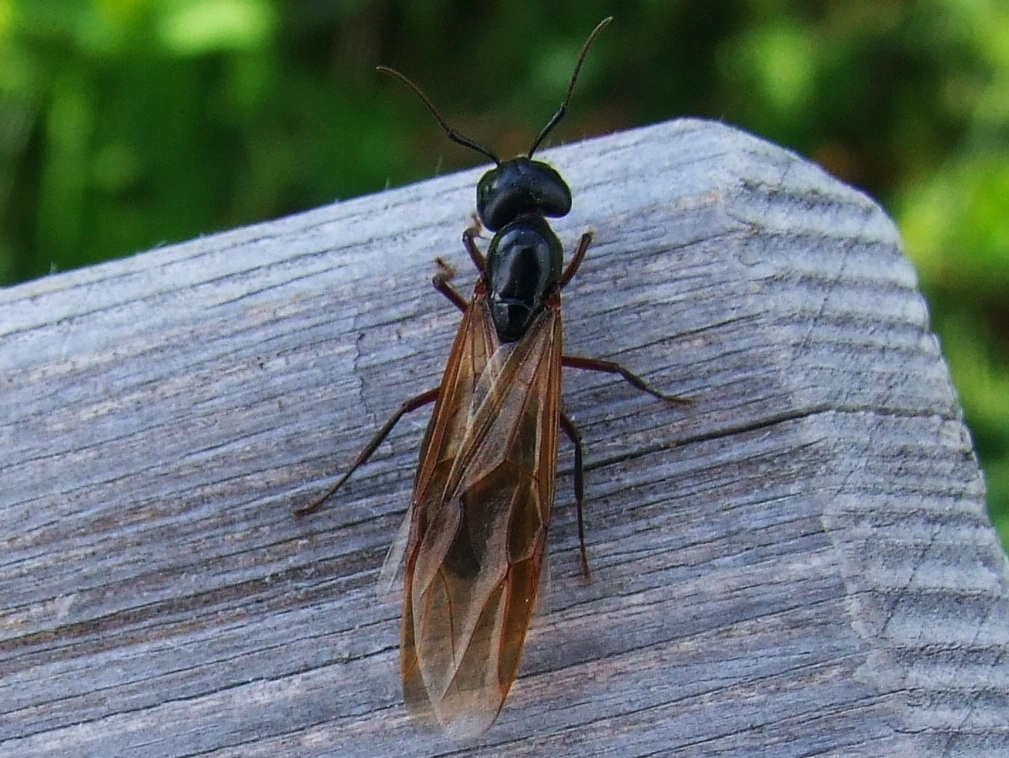
Regina
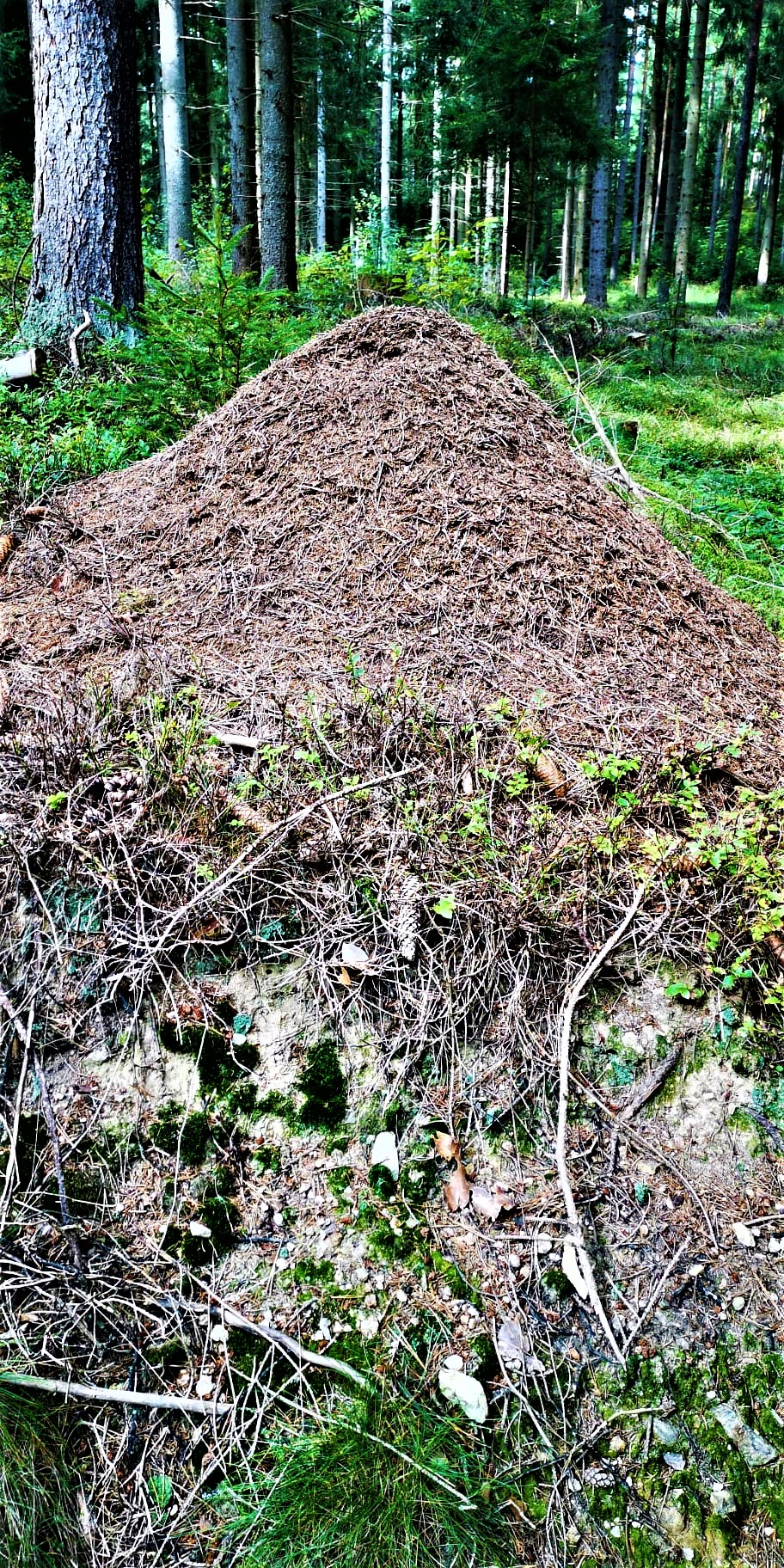
Mușuroi de F. rufa